# Chaerilus petrzelkai
Espèce
Synonymes
- Chaerilus phami Lourenço, 2011

Chaerilus petrzelkai est une espèce de scorpions de la famille des Chaerilidae.

## Distribution
Cette espèce est endémique du Viêt Nam. Elle se rencontre dans la province de Đồng Nai et sur l'île de Côn Sơn dans les îles Côn Đảo dans la province de Bà Rịa-Vũng Tàu.

## Description
La femelle holotype mesure 21,4 mm.

## Systématique et taxinomie
Chaerilus phami a été placée en synonymie avec Chaerilus petrzelkai par Kovařík en 2013.

## Étymologie
Cette espèce est nommée en l'honneur de Karel Petrželka.

## Publication originale
- Kovařík, 2000 : Revision of family Chaerilidae (Scorpiones), with descriptions of three new species. Serket, vol. 7, no 2, p. 38-77 (texte intégral).